# Теорема Вариньона (геометрия)

Красный четырёхугольник — параллелограмм

Теоре́ма Вариньо́на — геометрический факт, доказанный Пьером Вариньоном и утверждающий, что середины сторон произвольного четырёхугольника являются вершинами параллелограмма:
Четырёхугольник, вершины которого совпадают с серединами сторон произвольного четырёхугольника, является параллелограммом, стороны которого параллельны диагоналям исходного четырёхугольника.
Параллелограмм, образованный серединами сторон, иногда называется вариньоновским или вариньоновым.

## Следствия
- Центр параллелограмма Вариньона лежит на середине отрезка, соединяющего середины сторон исходного четырёхугольника (в этой же точке пересекаются отрезки, соединяющие середины противоположных сторон — диагонали вариньоновского параллелограмма).
- Периметр параллелограмма Вариньона равен сумме диагоналей исходного четырёхугольника.
- Площадь параллелограмма Вариньона равна половине площади исходного четырёхугольника.
- Для прямоугольника и равнобедренной трапеции параллелограммом Вариньона является ромб, а для ромба — прямоугольник.
- Параллелограмм Вариньона является ромбом тогда и только тогда, когда в исходном четырехугольнике 1) диагонали равны 2) бимедианы перпендикулярны.
- Параллелограмм Вариньона является прямоугольником тогда и только тогда, когда в исходном четырехугольнике: 1) диагонали перпендикулярны; 2) бимедианы равны.
- Параллелограмм Вариньона является квадратом тогда и только тогда, когда в исходном четырехугольнике 1) диагонали равны и перпендикулярны; 2) бимедианы равны и перпендикулярны.

## Доказательство

### Доказательство, что площадь параллелограмма равна половине площади исходного четырёхугольника
Пусть диагональ {\displaystyle AC} проходит внутри четырёхугольника. Тогда площадь треугольника {\displaystyle ABC} равна {\displaystyle {\frac {AC\cdot h_{b}}{2}}}, где {\displaystyle h_{b}} --- высота треугольника {\displaystyle ABC}, проведённая из вершины {\displaystyle B}. Аналогично, площадь треугольника {\displaystyle ADC}  равна {\displaystyle {\frac {AC\cdot h_{d}}{2}}}. Тогда площадь всего четырёхугольника равна {\displaystyle {\frac {AC(h_{b}+h_{d})}{2}}}. Но {\displaystyle {\frac {(h_{b}+h_{d})}{2}}={\frac {h_{b}}{2}}+{\frac {h_{d}}{2}}}  — это сумма расстояний до прямой {\displaystyle AC} от точек {\displaystyle E} и {\displaystyle H}, то есть в точности высота параллелограмма {\displaystyle EHGF}. А поскольку сторона {\displaystyle GH} параллелограмма вдвое меньше {\displaystyle AC}, то и площадь параллелограмма равна половине площади {\displaystyle ABCD},  Q. E. D.
| выпуклый четырёхугольник | невыпуклый четырёхугольник | самопересекающийся четырёхугольник |
| ------------------------ | -------------------------- | ---------------------------------- |
|                          |                            |                                    |